# Paul MacLean (Eishockeyspieler)
Paul Andrew MacLean (* 9. März 1958 in Grostenquin, Frankreich) ist ein ehemaliger kanadischer Eishockeystürmer und derzeitiger -trainer, der den Großteil seiner aktiven Karriere bei den Winnipeg Jets verbracht hat. Von 2011 bis 2014 war er als Cheftrainer der Ottawa Senators aktiv und gewann 2013 den Jack Adams Award. Zuletzt war er bis Sommer 2022 als Assistenztrainer der Toronto Maple Leafs tätig.

## Karriere

### Als Spieler
Paul MacLean wurde auf der kanadischen Militärbasis RCAF Station Grostenquin geboren. Er begann seine Karriere in unterklassigen kanadischen Nachwuchsligen, ehe er 1977 zu den Hull Olympiques in die LHJMQ, eine der drei höchstklassigsten Juniorenligen Kanadas, wechselte. Dort konnte er die Mannschaften der NHL auf sich aufmerksam machen und wurde im NHL Amateur Draft 1978 von den St. Louis Blues in der siebten Runde an Position 109 ausgewählt.
In den folgenden zwei Jahren spielte er erst für die Dalhousie University, danach für das kanadische Nationalteam und nahm unter anderem an den Olympischen Winterspielen 1980 teil. Die Saison 1980/81 absolvierte er in der CPHL bei den Salt Lake Golden Eagles, kam aber auch zu einem Einsatz in der NHL für die St. Louis Blues. Im Sommer 1981 wurde er gemeinsam mit Bryan Maxwell und Ed Staniowski im Tausch für Scott Campbell und John Markell zu den Winnipeg Jets transferiert, wo er sich gleich im NHL-Kader durchsetzen konnte. Mit 61 Punkten in 74 Spielen stellte er gleich seine Qualitäten als Scorer unter Beweis, zeigte aber auch, dass er ein körperlich hartes Spiel beherrscht, weshalb er 106 Strafminuten erhalten hatte.
1982/83 war er hinter Dale Hawerchuk zweitbester Scorer der Jets und erreichte 1984/85 die höchste Punkteausbeute in seiner Karriere, als er mit 40 Toren und 61 Torvorlagen auf 101 Punkte kam und für das NHL All-Star Game berufen wurde. Er und Hawerchuk bildeten in der Zeit die wichtigsten Säulen im Angriff der Jets.
1988 transferierten ihn die Jets zu den Detroit Red Wings und zeigte mit 71 Punkten in 76 Spielen weiterhin gute Leistungen. Doch bereits nach einem Jahr wurde er zu den St. Louis Blues geschickt, wo er 1991 nach einer Verletzung seine Karriere beendete.

### Als Trainer
Nach seinem Karriereende verblieb MacLean aber in der Organisation der Blues als Scout. Nach zwei Jahren auf dieser Position wurde er 1993 Cheftrainer der Peoria Rivermen in der IHL. In seiner ersten Saison gewann die Mannschaft 51 Spiele und MacLean von The Hockey News zum Minor League Coach of the Year (Trainer des Jahres) gewählt. Auch in seinem zweiten Jahr gewannen die Rivermen unter seiner Leitung 51 Spiele und zogen in den Playoffs in die zweite Runde ein. 1995/96 präsentierte sich die Mannschaft deutlich schwächer und gewann weniger als die Hälfte der 82 Saisonspiele.
MacLean wechselte daraufhin zu den Phoenix Coyotes in die NHL, wo er ein Jahr als Assistenztrainer arbeitete. 1997 erhielt er wieder einen Job als Cheftrainer in der IHL und übernahm die Kansas City Blades, das Farmteam der San Jose Sharks. Nach zwei guten Saisons mit Playoff-Teilnahmen, verpassten die Baldes 1999/2000 die Qualifikation zur Endrunde und MacLean verließ die Mannschaft. Er übernahm daraufhin den Posten als Trainer der Quad City Mallards aus der United Hockey League und führte sie sofort zum Gewinn des Colonial Cup. In der Saison darauf scheiterte er mit den Mallards in der zweiten Playoff-Runde.
2002 verpflichteten ihn die Mighty Ducks of Anaheim aus der NHL als Assistenztrainer von Mike Babcock. In ihrer ersten Saison zogen sie direkt ins Finale um den Stanley Cup ein, scheiterten jedoch an den New Jersey Devils. Die Saison 2003/04 war hingegen eine Ernüchterung, da sie die Playoffs verpassten. Im Sommer 2005 wechselte Mike Babcock zu den Detroit Red Wings und nahm MacLean aus Anaheim mit. 2005/06 schlossen die Red Wings die reguläre Saison als bestes Team ab, unterlagen jedoch in der ersten Runde gegen die Edmonton Oilers. Im Jahr darauf erreichten sie das Finale der Western Conference. Die Aufgaben von MacLean konzentrierten sich hauptsächlich auf die Defensive der Mannschaft sowie das Unterzahlspiel.
Im Juni 2011 wurde er von den Ottawa Senators als Cheftrainer verpflichtet, bei denen er einen Kontrakt für drei Jahre erhielt. Nachdem er in der Saison 2012/13 mit der Mannschaft die Play-offs erreichte, obwohl zahlreiche Schlüsselspieler wie Jason Spezza, Erik Karlsson und Craig Anderson verletzt ausfielen, wurde MacLean mit dem Jack Adams Award als bester Trainer der Spielzeit ausgezeichnet. Bereits 2012 war er für die Auszeichnung nominiert worden, unterlag in der Abstimmung aber Ken Hitchcock. Im Dezember 2014 wurde MacLean bei den Senators entlassen, seine Nachfolge übernahm der bisherige Assistenztrainer Dave Cameron.
Im Juni 2015 kehrte er als Assistenztrainer unter Bruce Boudreau zu den Anaheim Ducks zurück, für die er bereits von 2002 bis 2004 in gleicher Funktion aktiv war. Am Ende der Saison 2016/17 wurde sein auslaufender Vertrag nicht verlängert. Anschließend wurde er im November 2019 als Assistent von John Tortorella bei den Columbus Blue Jackets angestellt und soll dort vorrangig für die Special Team (Über- und Unterzahlsituationen) verantwortlich sein. Sein Vertrag dort wurde nach der Spielzeit 2019/20 nicht verlängert, sodass er sich im September 2020 in gleicher Funktion den Toronto Maple Leafs anschloss. Dort war er bis zum Ende der Saison 2021/22 tätig.

## Erfolge und Auszeichnungen

### Als Spieler
- 1981 Adams-Cup-Gewinn mit den Salt Lake Golden Eagles
- 1985 NHL All-Star Game

### Als Trainer
- 2001 Colonial-Cup-Gewinn mit den Quad City Mallards
- 2008 Stanley-Cup-Gewinn mit den Detroit Red Wings (als Assistenztrainer)
- 2013 Jack Adams Award

## Karrierestatistik

### Als Spieler

#### International
Vertrat Kanada bei:
- Olympischen Winterspielen 1980

(Legende zur Spielerstatistik: Sp oder GP = absolvierte Spiele; T oder G = erzielte Tore; V oder A = erzielte Assists; Pkt oder Pts = erzielte Scorerpunkte; SM oder PIM = erhaltene Strafminuten; +/− = Plus/Minus-Bilanz; PP = erzielte Überzahltore; SH = erzielte Unterzahltore; GW = erzielte Siegtore; 1 Play-downs/Relegation; Kursiv: Statistik nicht vollständig)